# Château de Montguerlhe
Le château de Montguerlhe est un ancien château fort, fondé au XIe siècle. Il se situe au sommet d’un plateau qui porte le même nom à 829 m d’altitude, à la frontière de trois communes : Sainte-Agathe, Escoutoux et Celles-sur-Durolle, à proximité de Thiers dans le département du Puy-de-Dôme en région Auvergne-Rhône-Alpes.
Actuellement en état de ruine, il est un ouvrage militaire de type primitif important de la région thiernoise au Moyen Âge.

## Toponymie
Le nom « Montguerlhe » vient de l'auvergnat à-travers le verbe « guerlhar » qui se traduirait par « le mont d’où l’on peut guetter ». Le verbe « guerlhar » veut, en effet, désigner le fait de surveiller,. Il peut également signifier « loucher » toujours dans un champ lexical qui se rapporte à la vue. Il peut aussi provenir du verbe « enguerlhar » qui signifie « tromper » ou « cacher ». Ce même mot peut aussi désigner un édifice en ruine, qui est « tordu ».
La prononciation est [monguɛrʎə] le digramme lh correspondant au son [ʎ] ou consonne spirante latérale palatale voisée (même chose qu'en portugais).

## Histoire
La charte de Vollore datant de 1312 est la plus vieille mention connue. Du XIe au début du XIVe siècle, Montguerlhe dépend de la seigneurie de Thiers. Il passe ensuite sous la possession des seigneurs de Vollore jusqu’à la Révolution.
Les textes anciens connus permettent d’affirmer que cette forteresse a été active du XIe jusqu’au XVIe siècle. Un acte indique qu'il est encore entretenu avec une livraison de tuiles en 1552 et il est déclaré en ruine dans un dénombrement de 1610. La taxe de péage et les impôts seigneuriaux seront néanmoins toujours perçus jusqu’à la Révolution.
De 1789 jusqu’au milieu du XXe siècle, Montguerlhe servira de carrière et alimentera les constructions de nombreux bâtiments alentour. C'est ce qui explique en partie son état de ruine avancé.
Le château de Montguerlhe avait une fonction purement militaire de surveillance et de contrôle de la route Clermont-Lyon. Cette route stratégique permettait l'acheminement et l’exportation de matières et de vivres pour la ville de Thiers. Ce grand chemin était également appelé la « route du fer » car c’est de là qu’était importé le fer du Dauphiné — actuel département de l’Isère — pour la coutellerie thiernoise dès le Moyen Âge. Le hameau « le Péage », situé en dessous du plateau de Montguerlhe, garde encore de par sa toponymie la trace du rôle économique de ce château.
Les traces des carrières ayant servi à la construction du château sont encore visibles sur le versant sud du plateau de Montguerlhe. Sur une grande superficie, parfois en forte pente, des rochers granitiques de tailles diverses affleurent un peu partout. A certains endroits, des marques de débitages de la roche en forme de marches ou de rochers arrasés sont présentes. Certaines pierres isolées possèdent des encoches ou emboitures alignées sur les fissures naturelles du granite. De même, des pierres à bassin parfois remplies d’eau mettent en évidence le lien entre les bassins et les techniques des carriers. Cet ensemble unique permet de corréler la construction du château au XIe siècle avec l'extraction parallèle des blocs de granite à partir des carrières à proximité immédiate.

## Architecture
Ce château d’époque romane avait une partie centrale très compacte d'environ 600 m2 de superficie. Il possédait une tour maitresse carrée encore identifiable sur certaines photographies du début du XXe siècle. Cette dernière était vraisemblablement son élément principal. Placée au nord-ouest de l'édifice, elle permettait d'observer sur une grande distance l'ensemble de la région sur 360 degrés, le château se situant sur le point le plus haut du plateau. Cette tour haute et effilée, probablement surmontée d’un hourd, avait également un rôle ostentatoire d'affirmation du pouvoir seigneurial. Seule une petite poignée d’hommes en assurait la gestion. Les corvées telles que la garde ou l'entretien étaient assumées par les habitants de la seigneurie sur demande du seigneur ou de son représentant.
Sa motte, ses fossés et talus, les fondations de ses trois enceintes ainsi que certains murs, notamment le mur exposé à l'ouest sont encore visibles. Les restes actuels des ruines montrent que le château de Montguerlhe a peu évolué durant les siècles de son exploitation : murs peu épais et système de défense primitif : tertres et fossés circulaires. On peut penser qu'à la fin du Moyen Âge, il était déjà délaissé par le représentant du seigneur pour le domaine de Fermouly, plus confortable et situé tout proche à 800 m.
Le périmètre de la troisième enceinte est estimé à environ un kilomètre. L'utilisation et la taille de cette grande enceinte pose aujourd'hui des problèmes d'interprétation : simple limite parcellaire murée sommairement, enceinte défensive ou encore enclos d'un ancien village.

## Galerie

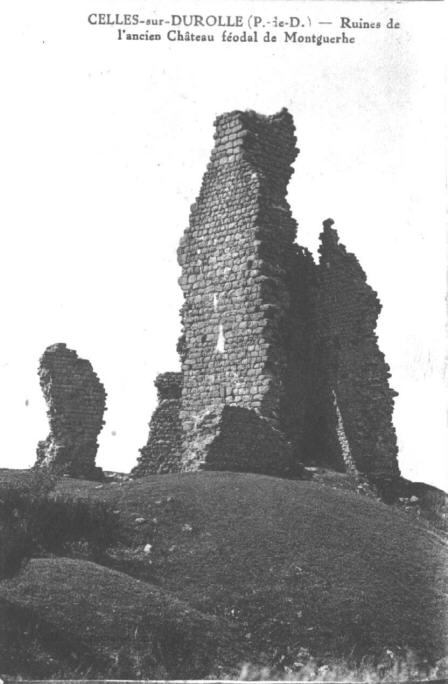
Le château de Montguerlhe en 1932
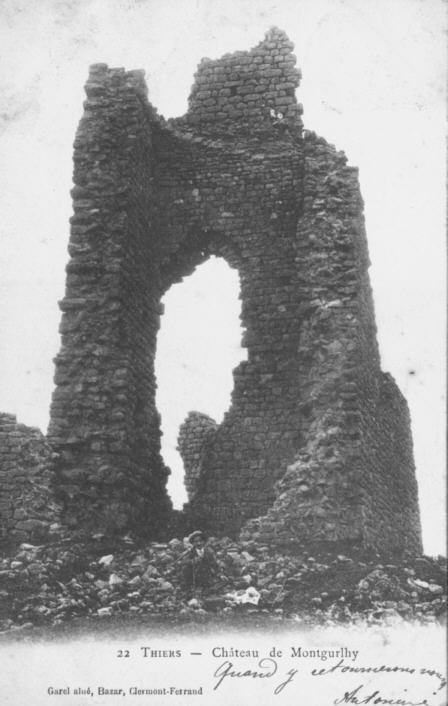
La tour carrée de Montguerlhe en 1904
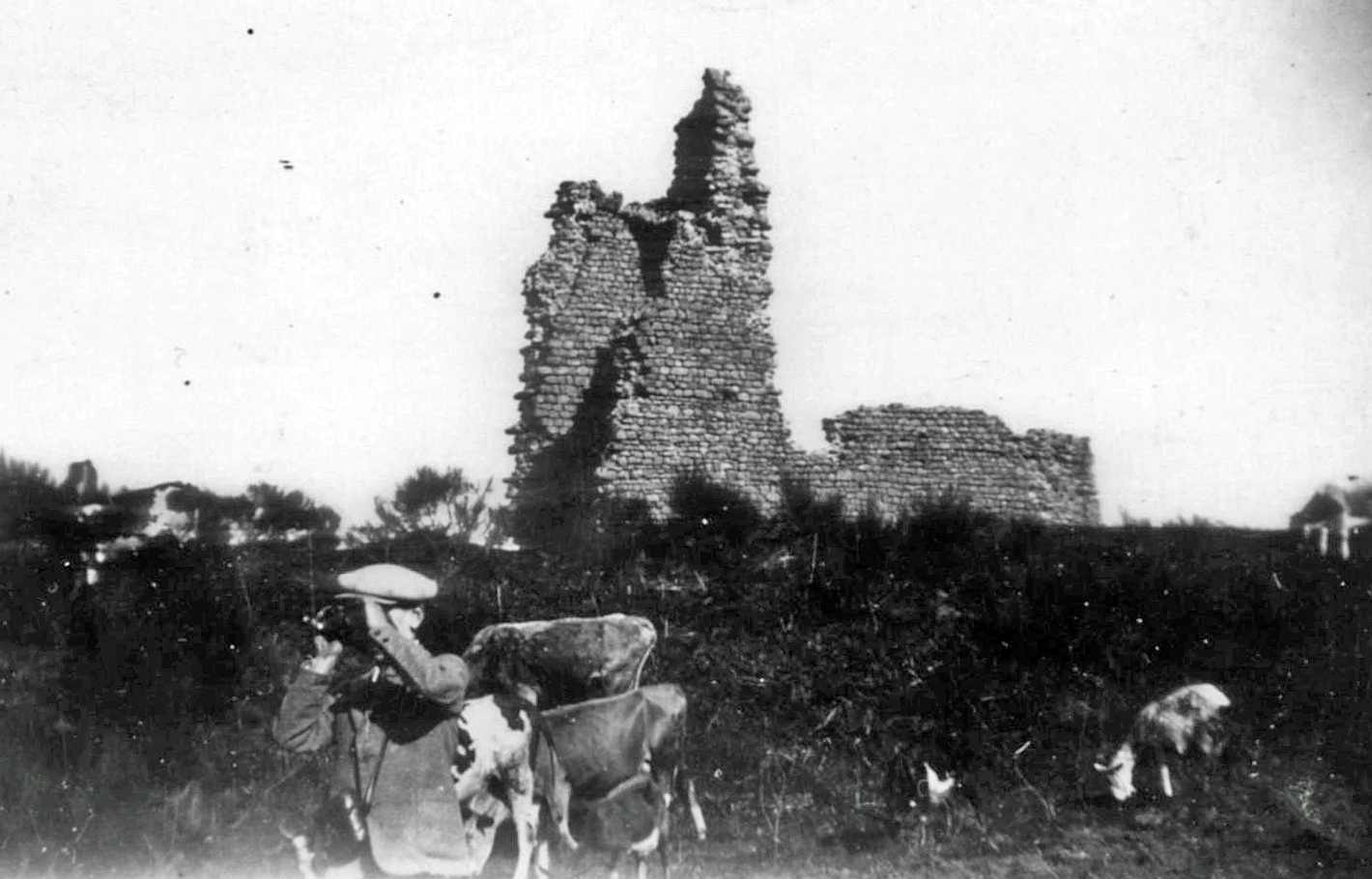
Cliché pris vers 1900 qui montre le mur Ouest du château.
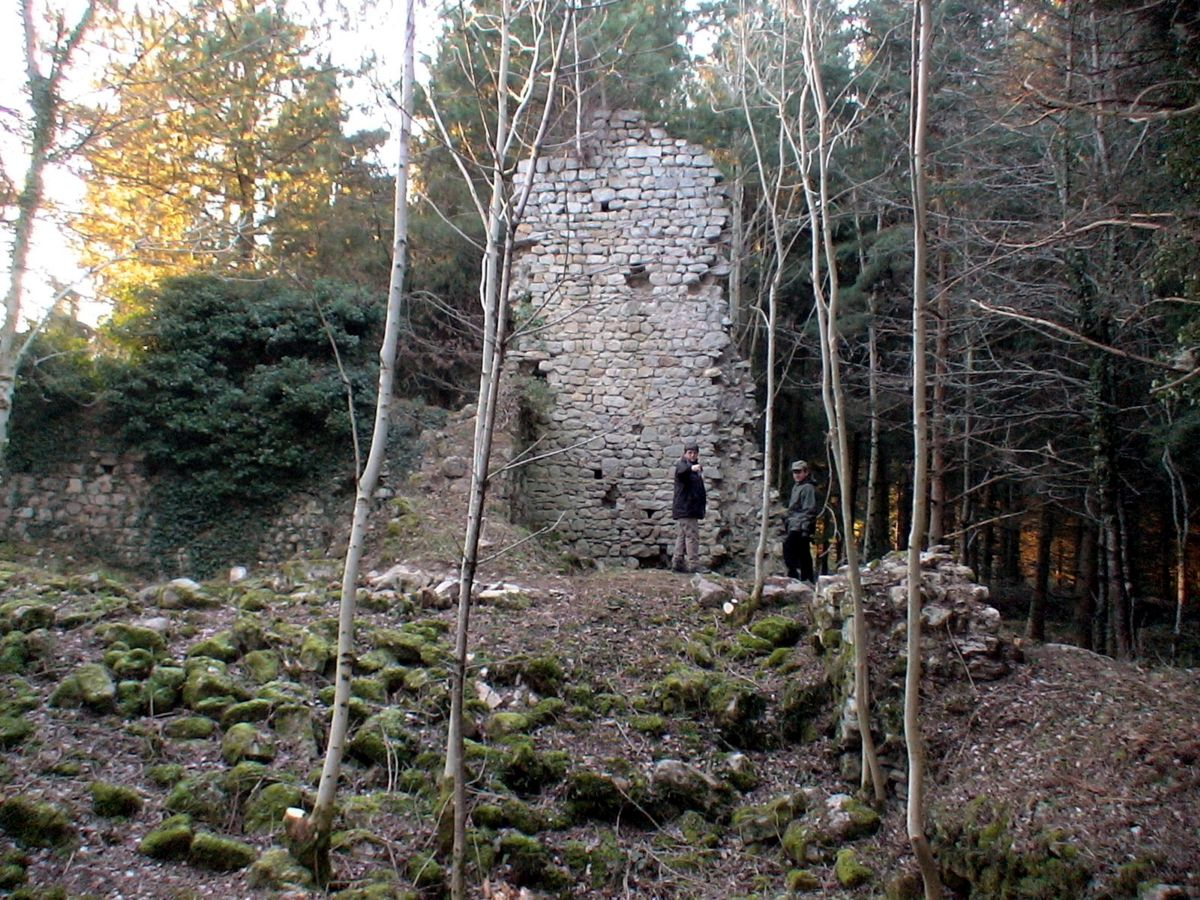
Le château de Montguerlhe en 2008
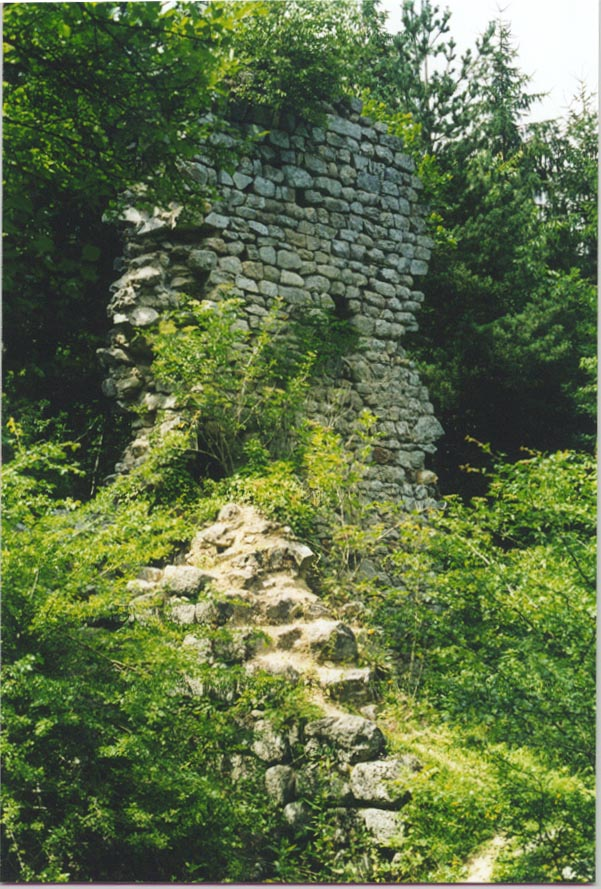
Les restes de la tour carrée en 1999
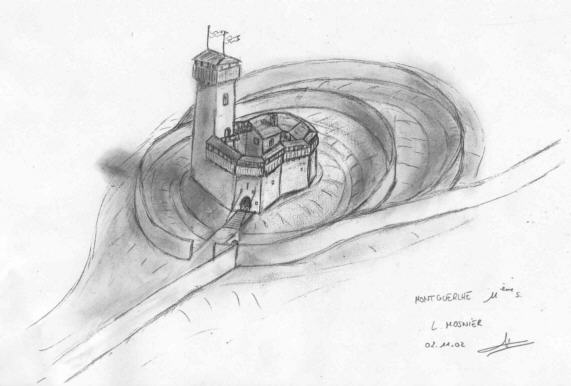
Essai de reconstitution du château de Montguerlhe au XVe siècle (L. Mosnier)
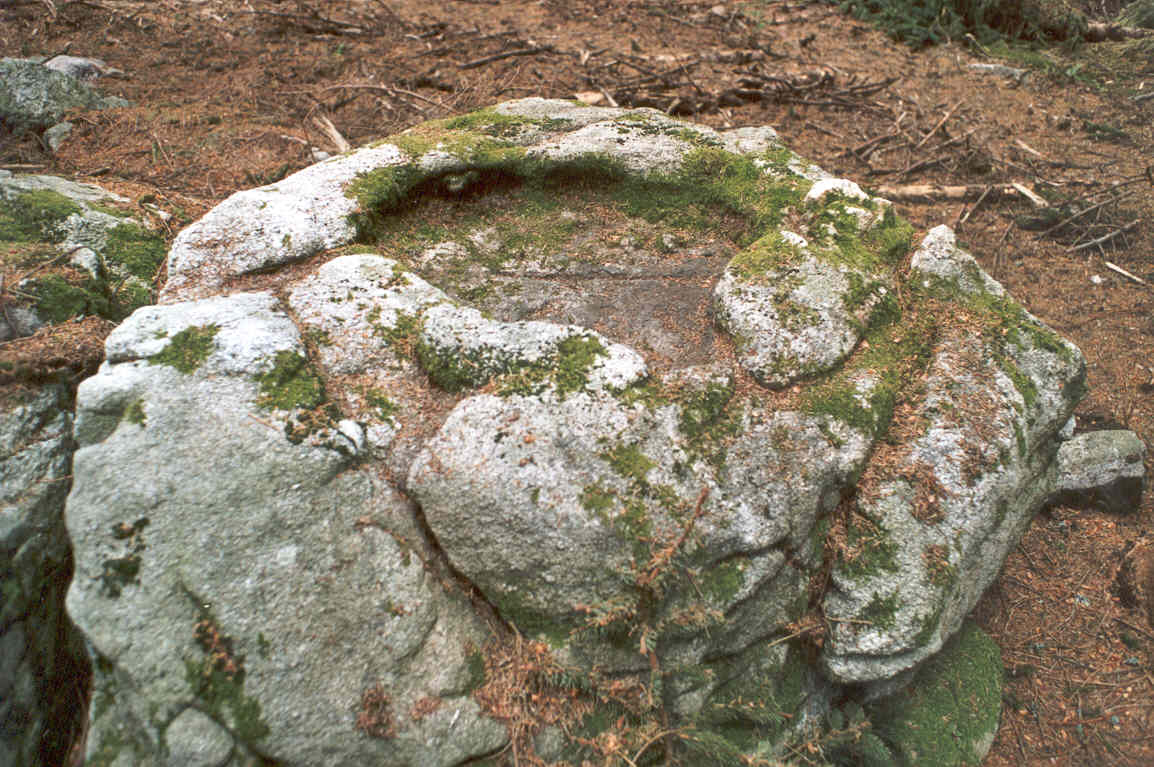
Pierre à bassin présente à proximité immédiate du château
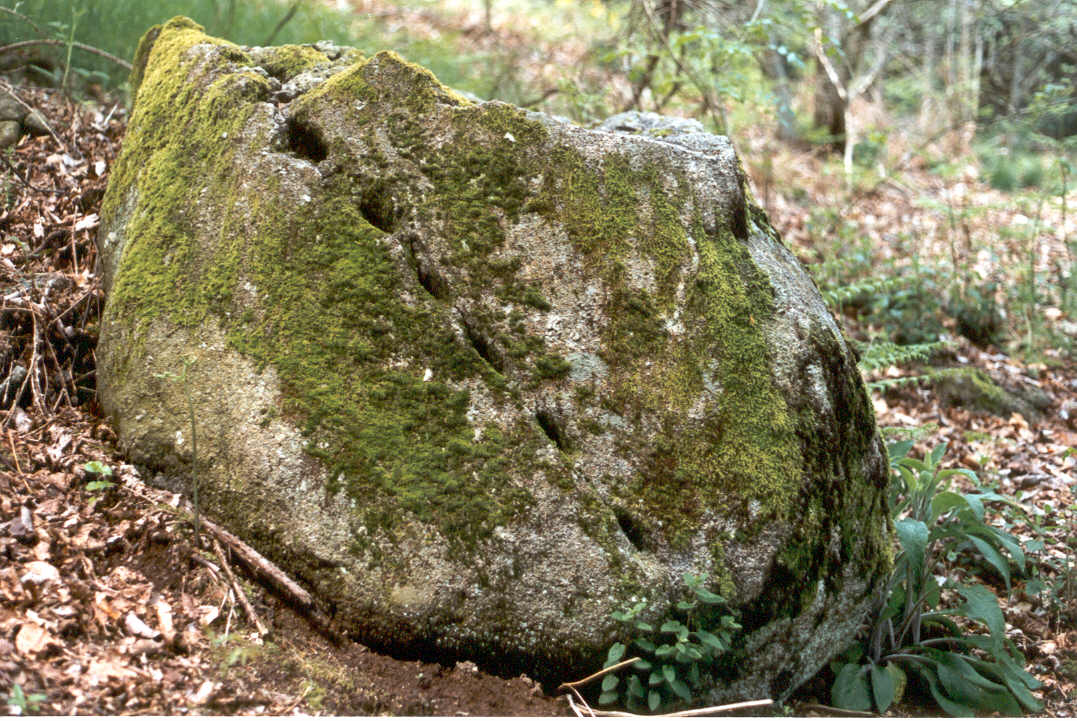
Pierre à encoches (ou à emboitures) mettant en évidence la technique de débitage du granite au XIe siècle.

### Articles liés
- Thiers
- Coutellerie de Thiers